# Ludwig von Fautz
Ludwig Ritter von Fautz (20 de agosto de 1811, Viena - 23 de febrero de 1880, Penzing, hoy parte de Viena) fue un vicealmirante y comandante de la armada austriaca.

## Biografía
Nacido en Viena, fue hijo de Anton Moritz Fautz (fabricante textil) y Florentina Troclét. Sus hermanos fueron el teniente coronel August von Fautz Caballero de la Orden de Leopoldo (muerto el 28 de julio de 1859 en Friedek Silesia), comandante de batallón en el Regimiento de Infantería N. ° 23 Barón Airoldi y Anton von Fautz, comandante de la Guardia del Emperador austriaco la Arcièren-Leibgarde en Viena . Fautz se unió a la Marina el 8 de marzo de 1826, en 1829 como cadete naval participó en los bombardeos de los puertos atlánticos marroquíes, en respuesta al secuestro de un barco austríaco por parte de piratas marroquíes. En la primera guerra italiana de Independencia estuvo bajo el mando del vicealmirante Hans Birch Dahlerup en el bloqueo de Venecia y el bombardeo de Ancona como comandante del vapor SMS Vulkan y el  SMS Curtatone. Sufrió una lesión grave (disparo en el hígado), cuyas consecuencias sufrió hasta su muerte. Recibió por esta acción el 14 de junio de 1849 por "valentía comprobada" el Premio de la Cruz de Caballero de la Orden de Leopoldo. También participó en la acción de las fuerzas terrestres que estaban bajo el mando del general Lázaro de Mamula contra Bocche di Cattaro en 1849, Fautz tomó parte como comandante de escuadrón naval.
En la fragata de vela SMS Venus realizó numerosos cruceros de entrenamiento para el Colegio Naval en el Mediterráneo y viajó a Inglaterra en 1849, a Nápoles, Lisboa y Madeira en 1850, y en 1851 a las Indias Occidentales, donde visitó St. Thomas, La Guaira y también La Habana, Cuba. Fautz fue honrado con la Cruz al Mérito Militar de Austria-Hungría, Caballero Comandante de la Orden papal de San Gregorio Magno, la Orden Griega del Redentor, miembro del Consejo privado y  Gran Oficial de la Orden de Guadalupe (orden del imperio mexicano).
En marzo de 1852, Fautz se convirtió en capitán de buque de línea y fue uno de los primeros capitanes de buques austríacos en comandar un acorazado a vapor. El 27 de diciembre de 1854 fue nombrado Ritter (Caballero hereditario) del Imperio austríaco y en 1856 nombrado Contralmirante. Desde agosto de 1856 estuvo bajo el mando del Archiduque Fernando Maximiliano jefe de la recién creada Junta de Registro de Marina del Emperador, 1852/1853, 1855 y desde 1859/1860  comandante del escuadrón y su adjunto de 1858-1860.
En el período 1860-1865 Fautz fue comandante de toda la armada austriaca, desde 1864 como vicealmirante, desde julio de 1865 - con la abolición del Departamento de Marina - hasta marzo de 1868, se desempeñó como jefe de la Sección Naval (secretario de Estado) en el k.u.k Ministerio de Guerra. Fue reemplazado por Wilhelm von Tegetthoff con quien tuvo numerosas diferencias años antes. En 1869 ingresó al retiro final y se sumergió en las aventuras de un matrimonio tardío (el 28 de agosto de 1869 con la joven de quince años Hermine Müllern von Schönenbeck), en el que incluso fue padre (su hijo fue el teniente comandante imperial Gustav Heinrich Ritter von Fautz 1878-1922).